# Combiné nordique aux Jeux olympiques de la jeunesse d'hiver de 2020
Pour des articles plus généraux, voir Jeux olympiques de la jeunesse d'hiver de 2020 et Combiné nordique en 2020.
Navigation
2016
Les épreuves de combiné nordique aux Jeux olympiques de la jeunesse d'hiver de 2020 ont lieu sur les tremplins des Tuffes à Prémanon, entre le 18 janvier 2020 et 22 janvier 2020.
Trois épreuves sont au programme : une épreuve individuelle masculine, une épreuve individuelle féminine et une course par équipes mixtes. Les coureurs du combiné nordique participent également à une épreuve par équipes mixte de saut à ski, chaque équipe comprenant un sauteur, une sauteuse et un combiné masculin et une combiné féminine.
L'Autrichien Stefan Rettenegger l'emporte chez les hommes et Lisa Hirner chez les femmes. Il s'agit de la première course de ce niveau pour les femmes et la compétition est ainsi perçue comme « historique ». La Norvège domine l'épreuve par équipe.

## Organisation

### Sites
| Point K                         | 81            |
| HS                              | 90            |
| Longueur de la piste d'élan     | 68,850 mètres |
| Angle d'inclinaison de la table | 11°           |
| Angle d'inclinaison du point K  | 37°           |

En 1953, un tremplin est construit aux Tuffes. Le tremplin est agrandi et modernisée en 1976. Cependant, le tremplin devient vétuste dans les années 2010. Lorsque Lausanne remporte l'organisation des Jeux olympiques de la jeunesse d'hiver de 2020, le comité d'organisation ne souhaite pas construire un tremplin en Suisse alors qu'un tremplin existe à proximité en France. Cependant, des travaux important de rénovation sont nécessaires afin d'accueillir la compétition. Les collectivités locales françaises ainsi que la Suisse finance les 6 millions d'euros nécessaires pour les travaux. Le tremplin compte désormais une structure d'élan réfrigérée, une tour des juges, une tribune pour les entraîneurs… En complément du tremplin, le site compte désormais un stade de biathlon, une piste de trois kilomètres en été avec des pistes complémentaires en hiver. Le stade est inauguré en octobre 2019 et il porte le nom de « stade Nordique des Tuffes Jason Lamy-Chappuis ».
Les trois épreuves ont lieu aux tremplins des Tuffes avec la course de ski de fond de l'épreuve par équipe au Brassus. Sébastien Lacroix est chargé de l'organisation des épreuves de combiné nordique.

### Calendrier
Les courses de combiné nordique ont lieu entre les 18 janvier 2020 et 22 janvier 2020,,,. Des entraînements auront lieu les 16, 17, 19 et 21 janvier. Des athlètes du combiné nordique participent au concours de saut à ski par équipes le 22 janvier.
| Épreuves                            | Date            | Épreuve     | Lieu             | Horaire | Horaire |
| ----------------------------------- | --------------- | ----------- | ---------------- | ------- | ------- |
| Gundersen NH féminin HS 90 / 4 km   | 18 janvier 2020 | Saut à ski  | Stade des Tuffes | 10:30   |         |
| Gundersen NH féminin HS 90 / 4 km   | 18 janvier 2020 | Ski de fond | Stade des Tuffes | 14:00   |         |
| Gundersen NH masculin HS 90 / 6 km  | 18 janvier 2020 | Saut à ski  | Stade des Tuffes | 11:30   |         |
| Gundersen NH masculin HS 90 / 6 km  | 18 janvier 2020 | Ski de fond | Stade des Tuffes | 14:45   |         |
| Épreuve nordique mixte / 4 × 3,3 km | 22 janvier 2020 | Saut à ski  | Stade des Tuffes | 10:00   |         |
| Épreuve nordique mixte / 4 × 3,3 km | 22 janvier 2020 | Ski de fond | Vallée de Joux   | 13:30   |         |

### Format des épreuves

#### Épreuves individuelles
Les athlètes exécutent premièrement un saut sur le tremplin normal, HS 90, suivi d’une course de ski de fond de 6 km pour les garçons et de 4 km pour les filles qui consiste à parcourir deux boucles de 2 km. À la suite du saut, des points sont attribués pour la longueur et le style. Le départ de la course de ski de fond s'effectue selon la méthode Gundersen (1 point = 4 secondes), le coureur occupant la première place du classement de saut s’élance en premier, et les autres s’élancent ensuite dans l’ordre fixé. Le premier skieur à franchir la ligne d’arrivée remporte l’épreuve.

#### Épreuves par équipes
Il y a également une épreuve nordique mixte. Les équipes sont composées de deux sauteurs, deux combinés et deux fondeurs comprenant à chaque fois une fille et un garçon. Lors du concours de saut à ski, les filles du combiné s'élancent en premier, puis les garçons du combiné, puis les filles du saut spécial et enfin les garçons du saut spécial. Les quatre athlètes effectuent deux sauts. Le résultat du concours de saut est converti selon la méthode Gundersen (1 point = 4 secondes) en temps pour la course de ski de fond. Lors de cette course, les athlètes effectuent 3,3 km. L'ordre est le suivant : les filles du combiné s'élancent en premier, puis les garçons du combiné, puis les fondeuses et enfin les fondeurs.

## Athlètes

### Qualification
Le système de qualification est différent par rapport à celui mis en place quatre ans auparavant,. En 2016, le quota d'athlètes potentiels était de 20 avec un seul athlètes par pays. Pour 2020, 80 athlètes peuvent participer aux épreuves de combiné nordique avec un maximum de 4 athlètes par pays. Tous les pays classés dans le Trophée Marc Hodler de combiné nordique peuvent engager deux garçons et deux filles. Pour participer, les athlètes doivent être né entre le 1er janvier 2002 et le 31 décembre 2004,. 
| Comités olympiques          | Garçons | Filles | Total |
| --------------------------- | ------- | ------ | ----- |
| Autriche                    | 2       | 2      | 4     |
| Tchéquie                    | 2       | 2      | 4     |
| Estonie                     | 2       | 1      | 3     |
| Finlande                    | 2       | 1      | 3     |
| France                      | 2       | 2      | 4     |
| Allemagne                   | 2       | 2      | 4     |
| Royaume-Uni                 | 0       | 1      | 1     |
| Italie                      | 2       | 2      | 4     |
| Japon                       | 2       | 2      | 4     |
| Kazakhstan                  | 1       | 0      | 1     |
| Norvège                     | 2       | 2      | 4     |
| Pologne                     | 2       | 0      | 2     |
| Russie                      | 2       | 2      | 4     |
| Slovénie                    | 2       | 2      | 4     |
| Suisse                      | 1       | 0      | 1     |
| Ukraine                     | 2       | 0      | 2     |
| États-Unis                  | 2       | 2      | 4     |
| Total 17 Comités olympiques | 30      | 23     | 53    |

### Favoris

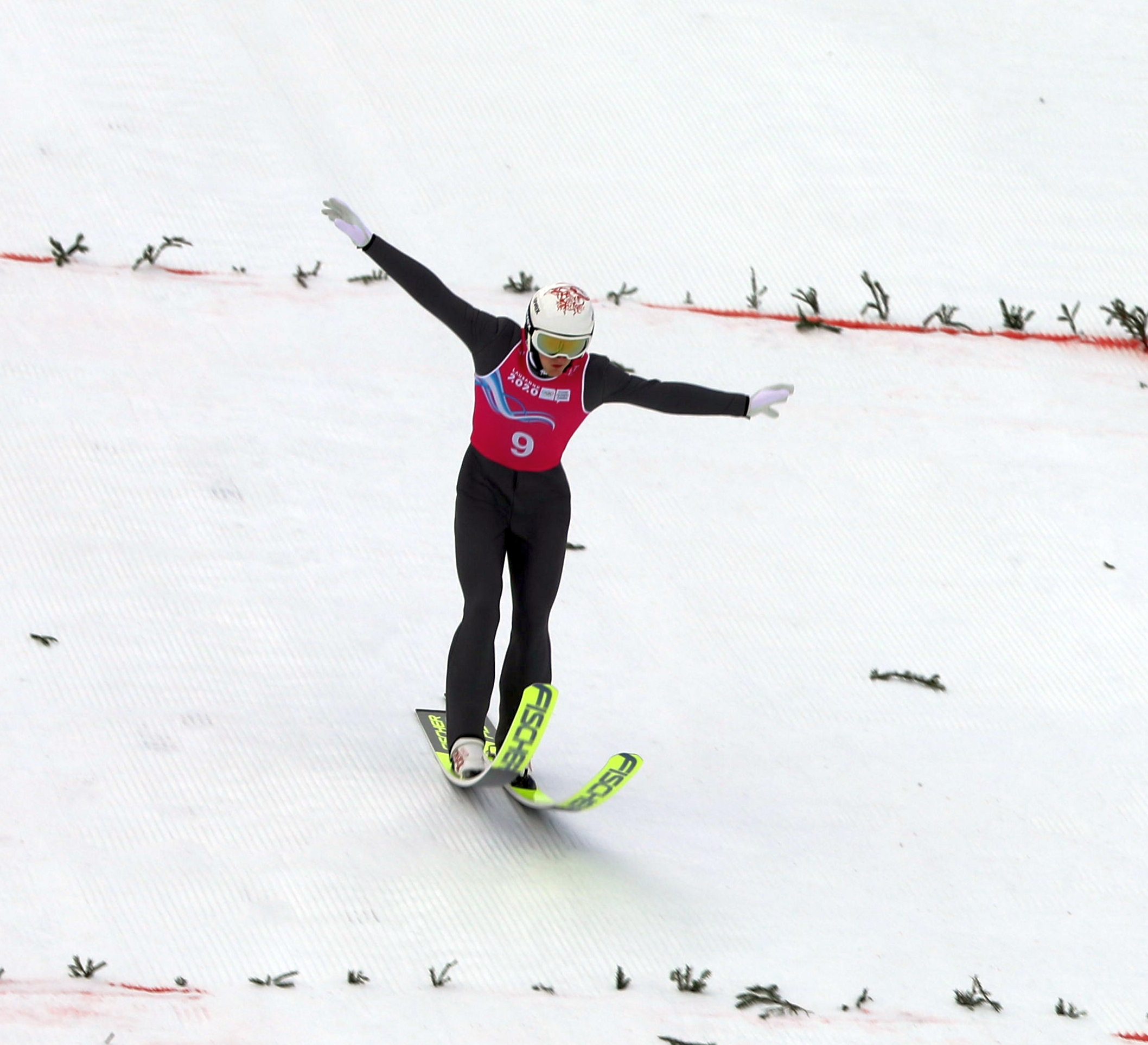
Jan Andersen est un des grands favoris chez les hommes.

Chez les hommes, l'Allemand Jan Andersen est considéré comme un des grands favoris. Le Finlandais, Waltteri Karhumaa et l'Allemand, Lenard Kersting, sont également attendus. Les autres athlètes qui peuvent espérer remporter la victoire sont Sebastian Østvold, Perttu Reponen (de), les locaux Marco Heinis et Matteo Baud et enfin l'Autrichien Stefan Rettenegger.
Chez les femmes, les favorites sont la championne du monde junior en titre, Ayane Miyazaki, sa dauphine Gyda Westvold Hansen, Thea Minyan Bjørseth, Jenny Nowak, Emilia Görlich, Annika Sieff, Daniela Dejori et Lisa Hirner.
Dans l'épreuve par équipes, l'Autriche, l'Allemagne et la Norvège sont les favoris notamment en raison des performances de leurs athlètes lors des épreuves individuelles,.

## Récits des épreuves et bilan

### Récit des épreuves

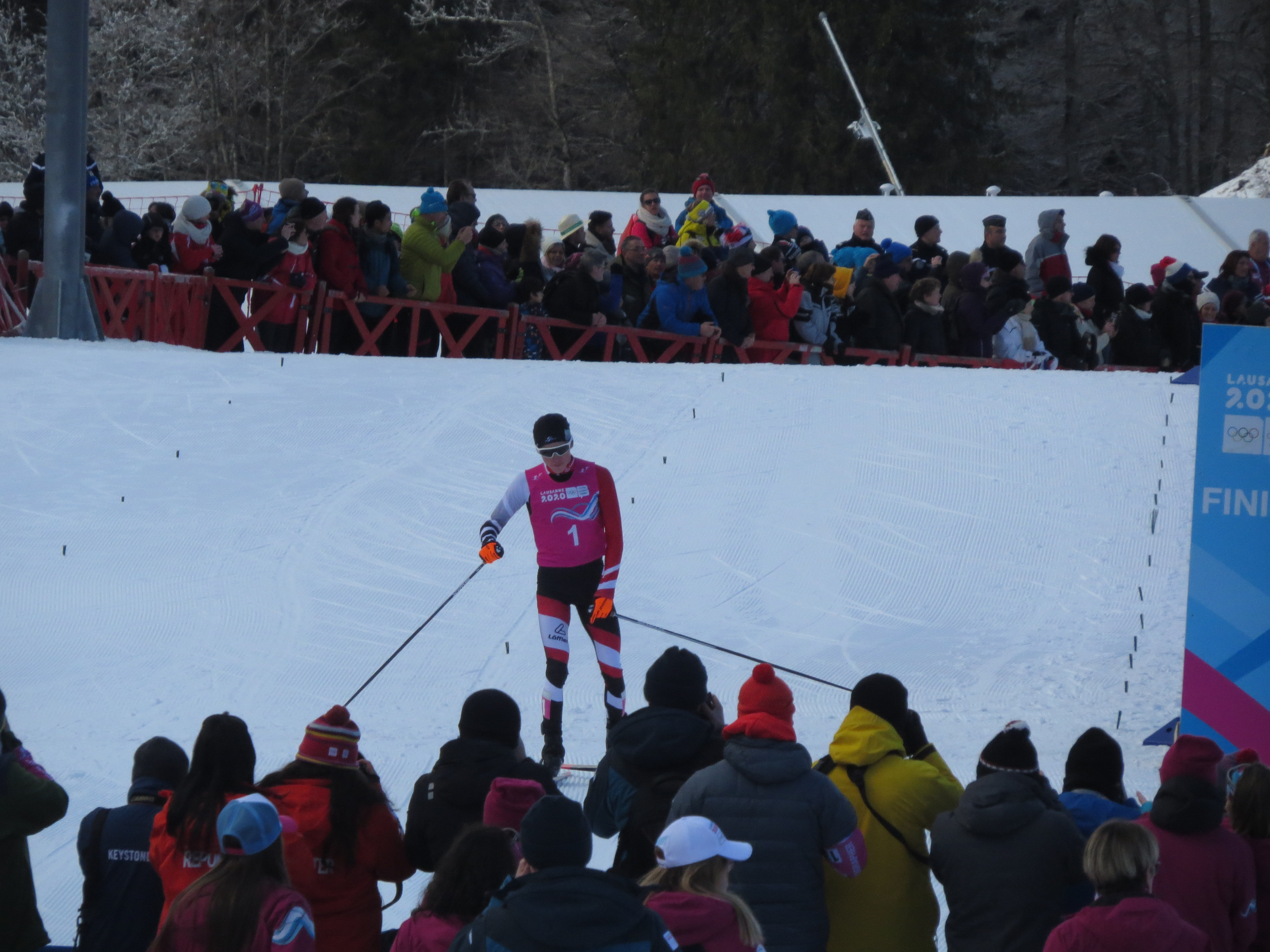
Stefan Rettenegger sur la ligne d'arrivée.

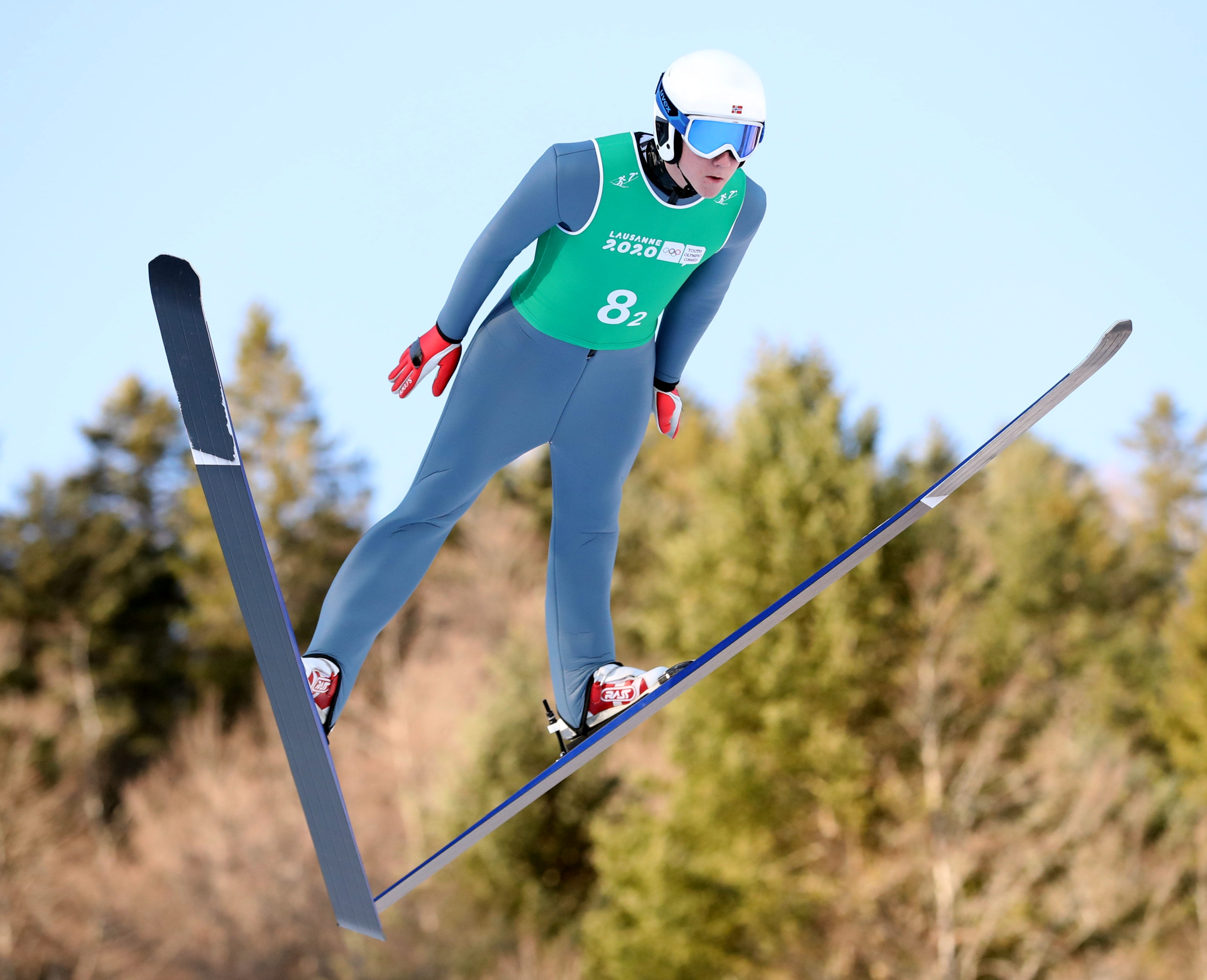
Saut à ski de Sebastian Østvold (Norvège) en combiné nordique aux Jeux olympiques de la jeunesse d'hiver de 2020.

L'épreuve individuelle masculine est dominée par l'Autrichien Stefan Rettenegger. Ce dernier domine le concours de saut grâce à un bond à 90 mètres ce qui lui permet de commencer la course de ski de fond avec huit secondes d'avance sur le Norvégien Sebastian Østvold et avec quinze secondes d'avance sur l'Américain Niklas Malacinski qui a sauté à 85,5 m. Le favori, Jan Andersen, est troisième à 16 s et il devance les deux Français Mattéo Baud et Marco Heinis qui sont à 24 s,. Lors de la course de ski de fond, Stefan Rettenegger réalise l'intégralité de la course seul et l'emporte. Derrière, le Finlandais Perttu Reponen ski avec les deux Français dans le premier tour puis il revient avec Mattéo Baud sur le Norvégien Sebastian Østvold (de). Dans le dernier tour, ces trois athlètes se disputent la deuxième place et c'est le Finlandais qui devance le Norvégien et le Français.
Chez les filles, le concours de saut est dominé par Thea Minyan Bjørseth. Elle réalisé le plus long saut du concours à 87 m ce qui lui permet de disposer de 10 s d'avance sur Jenny Nowak qui a sauté à 84 m. Ayane Miyazaki, championne du monde junior saute également à 84 m et elle est troisième à 20 s. La course compte 4 km (deux tours de 2 km) et à la mi-course, il y a un groupe de cinq athlètes en tête : Thea Minyan Bjørseth a été rejoint successivement par Jenny Nowak puis par le groupe composée d'Ayane Miyazaki, de Lisa Hirner et Gyda Westvold Hansen,. Lisa Hirner se détache dans le dernier tour et l'emporte de quelques secondes devant Ayane Miyazaki et Jenny Nowak,,. Gyda Westvold Hansen termine 4e devant la skieuse la plus rapide Emilia Görlich. Thea Minyan Bjørseth, leader après le saut, termine finalement 7e.
La Norvège remporte l'épreuve par équipes,,. Lors du concours de saut à ski, la Norvège surprend et prend la tête grâce à des sauts des quatre athlètes à plus de 80 m. La Norvège devance l'Autriche de 12 s et l'Italie de 42 s. L'Allemagne et la Russie comptent un athlète disqualifié chacun ce qui les relèguent plus loin au classement. Lors de la course de ski de fond, la Norvège fait la course en tête et l'emporte facilement avec plus d'une minute d'avance sur l'Autriche. Le duel pour la troisième place est plus serré entre l'Italie et la France. Dans la troisième tour, Julie Pierrel double la concurrente italienne et le quatrième relayeur français (Luc Primet) part avec quelques secondes d'avance sur son concurrent italien (Elia Barp). Finalement Elia Barp double Luc Primet dans la dernière côte et l'Italie remporte la médaille de bronze.

### Bilan
Le combiné nordique est le seul sport non mixte des Jeux olympiques d'hiver mais le combiné féminin a fait ses débuts aux Jeux olympiques de la jeunesse. Il s'agit d'une étape importante dans l'histoire de ce sport avant la création d'une Coupe du monde, d'une inscription aux programmes des Championnats du monde ainsi que d'une volonté d'intégrer le programme des Jeux olympiques,,,.
450 bénévoles ont été mobilisés sur le site des Tuffes et la compétition attire plusieurs milliers de personnes par jour ce qui en fait un succès populaire dans la région. Le chiffre de 35 000 spectateurs dont 10 000 scolaires est annoncé pour l'ensemble des épreuves (biathlon, saut et combiné nordique) ayant eu lieu au stade des Tuffes,.
D'un point de vue global, l'organisation est saluée par le CIO, notamment en raison d'un nombre de spectateurs très importants (350 000 spectateurs pour les compétitions sportives selon les organisateurs), d'un bilan carbone relativement peu élevé et d'un excédent budgétaire. La Suisse ayant contribué au financement des tremplins bénéficie d'une convention d'utilisation gratuite de ces derniers pendant vingt ans.
Jason Lamy-Chappuis, dont le stade où se déroulent les épreuves porte le nom, et Tara Geraghty-Moats sont les ambassadeurs de la compétition,.
Il s'agit d'une des dernières compétitions de Johanna Bassani avant sa mort au printemps 2020. La Norvège et l'Autriche se partagent les titres dans la discipline.

## Podiums
| Épreuve                           | Or | Or             | Argent | Argent         | Bronze | Bronze        |
| --------------------------------- | --- | -------------- | --- | -------------- | --- | ------------- |
| Individuel féminin                | Lisa Hirner | 11 min 45 s 6  | Ayane Miyazaki | 11 min 48 s 8  | Jenny Nowak | 11 min 50 s 3 |
| Individuel masculin               | Stefan Rettenegger | 14 min 45 s 80 | Perttu Reponen (de) | 14 min 59 s 60 | Sebastian Østvold (no) | 15 min 2 s 10 |
| Gundersen NH HS 100 / 4 × 3,3 km, | Norvège - Gyda Westvold Hansen - Sebastian Østvold (no) - Nora Midtsundstad (no) (saut) - Iver Olaussen (no) (saut) - Maria Hartz Melling (no) (fond) - Nikolai Holmboe (no) (fond) | 29 min 20 s 5  | Autriche - Johanna Bassani - Severin Reiter - Vanessa Moharitsch (saut) - David Haagen (no)(saut) - Witta-Luisa Walcher (no) (fond) - Erik Engel (no)(fond) | 30 min 39 s 8  | Italie - Annika Sieff - Stefano Radovan - Jessica Malsiner (it) (saut) - Mattia Galiani (saut) - Silvia Campione (fond) - Elia Barp (fond) | 30 min 51 s 3 |

## Résultats détaillés

### Épreuve individuelle féminine
| Rang                                | Athlètes               | Pays        | Longueur (m) | Points | Différence de temps | Temps         | Rang du ski de fond | Retard final  |
| ----------------------------------- | ---------------------- | ----------- | ------------ | ------ | ------------------- | ------------- | ------------------- | ------------- |
| Médaille d'or, Jeux olympiques      | Lisa Hirner            | Autriche    | 86,0         | 118,9  | +0 min 23 s         | 11 min 22 s 6 | 2                   | 11 min 45 s 6 |
| Médaille d'argent, Jeux olympiques  | Ayane Miyazaki         | Japon       | 84,0         | 120,0  | +0 min 20 s         | 11 min 28 s 8 | 3                   | +3 s 2        |
| Médaille de bronze, Jeux olympiques | Jenny Nowak            | Allemagne   | 84,0         | 123,4  | +0 min 10 s         | 11 min 40 s 3 | 7                   | +4 s 7        |
| 4                                   | Gyda Westvold Hansen   | Norvège     | 84,0         | 117,2  | +0 min 28 s         | 11 min 35 s 3 | 5                   | +17 s 7       |
| 5                                   | Emilia Görlich         | Allemagne   | 77,5         | 107,6  | +0 min 57 s         | 11 min 16 s 1 | 1                   | +27 s 5       |
| 6                                   | Annika Sieff           | Italie      | 80,0         | 112,6  | +0 min 42 s         | 11 min 37 s 3 | 6                   | +33 s 7       |
| 7                                   | Thea Minyan Bjørseth   | Norvège     | 87,0         | 126,6  | 0 min 0 s           | 12 min 21 s 8 | 14                  | +36 s 2       |
| 8                                   | Johanna Bassani        | Autriche    | 79,5         | 110,3  | +0 min 49 s         | 11 min 33 s 6 | 4                   | +37 s 0       |
| 9                                   | Haruka Kasai           | Japon       | 76,0         | 104,7  | +1 min 6 s          | 12 min 2 s 2  | 10                  | +1 min 22 s 6 |
| 10                                  | Daniela Dejori         | Italie      | 74,0         | 101,6  | +1 min 15 s         | 11 min 56 s 6 | 8                   | +1 min 26 s 0 |
| 11                                  | Ema Volavšek (de)      | Slovénie    | 73,0         | 93,9   | +1 min 38 s         | 12 min 0 s 0  | 9                   | +1 min 52 s 4 |
| 12                                  | Silva Verbič (de)      | Slovénie    | 79,0         | 110,1  | +0 min 50 s         | 12 min 50 s 2 | 20                  | +1 min 54 s 6 |
| 13                                  | Emma Tréand (de)       | France      | 72,0         | 94,1   | +1 min 38 s         | 12 min 35 s 1 | 19                  | +2 min 27 s 5 |
| 14                                  | Tess Arnone (de)       | États-Unis  | 71,0         | 86,7   | +2 min 0 s          | 12 min 18 s 0 | 12                  | +2 min 32 s 4 |
| 15                                  | Alexa Brabec (de)      | États-Unis  | 69,5         | 88,8   | +1 min 53 s         | 12 min 25 s 4 | 15                  | +2 min 32 s 8 |
| 16                                  | Alexandra Tikhonovich  | Russie      | 70,0         | 83,5   | +2 min 9 s          | 12 min 31 s 8 | 17                  | +2 min 55 s 2 |
| 17                                  | Diana Fedorova         | Russie      | 63,5         | 73,4   | +2 min 40 s (w)     | 12 min 7 s 2  | 11                  | +3 min 1 s 6  |
| 18                                  | Annamaija Oinas        | Finlande    | 65,5         | 76,9   | +2 min 29 s (w)     | 12 min 20 s 9 | 13                  | +3 min 4 s 3  |
| 19                                  | Mani Cooper (en)       | Royaume-Uni | 69,0         | 85,3   | +2 min 4 s          | 13 min 2 s 8  | 21                  | +3 min 21 s 2 |
| 20                                  | Triinu Hausenberg (de) | Estonie     | 65,0         | 74,7   | +2 min 36 s (w)     | 12 min 32 s 5 | 18                  | +3 min 22 s 9 |
| 21                                  | Maëla Didier           | France      | 58,5         | 63,6   | +3 min 9 s (w)      | 12 min 28 s 6 | 16                  | +3 min 52 s 0 |
| 22                                  | Tereza Koldovská       | Tchéquie    | 68,0         | 81,7   | +2 min 15 s         | 13 min 33 s 5 | 23                  | +4 min 2 s 9  |
| 23                                  | Jolana Hradilová       | Tchéquie    | 57,0         | 61,2   | +3 min 16 s (w)     | 13 min 13 s 6 | 22                  | +4 min 44 s 0 |

(w) indique que l'athlète est partie dans une « vague » afin de limiter les écarts à l'arrivée.

### Épreuve individuelle masculine
| Rang                                | Athlètes               | Pays               | Longueur (m) | Points      | Différence de temps | Temps         | Rang du ski de fond | Retard final  |
| ----------------------------------- | ---------------------- | ------------------ | ------------ | ----------- | ------------------- | ------------- | ------------------- | ------------- |
| Médaille d'or, Jeux olympiques      | Stefan Rettenegger     | Autriche           | 90,0         | 120,6       | 0 min 0 s           | 14 min 45 s 8 | 2                   | 14 min 45 s 8 |
| Médaille d'argent, Jeux olympiques  | Perttu Reponen (de)    | Finlande           | 87,0         | 114,4       | +0 min 25 s         | 14 min 34 s 6 | 1                   | +13 s 8       |
| Médaille de bronze, Jeux olympiques | Sebastian Østvold (de) | Norvège            | 89,5         | 118,5       | +0 min 8 s          | 14 min 54 s 1 | 7                   | +16 s 3       |
| 4                                   | Mattéo Baud            | France             | 84,0         | 114,7       | +0 min 24 s         | 14 min 53 s 3 | 5                   | +31 s 5       |
| 5                                   | Niklas Malacinski (de) | États-Unis         | 85,5         | 116,9       | +0 min 15 s         | 15 min 17 s 9 | 10                  | +47 s 1       |
| 6                                   | Stefano Radovan        | Italie             | 85,0         | 110,5       | +0 min 40 s         | 14 min 53 s 4 | 6                   | +47 s 6       |
| 7                                   | Jan Andersen           | Allemagne          | 89,0         | 116,7       | +0 min 16 s         | 15 min 22 s 9 | 12                  | +53 s 1       |
| 8                                   | Waltteri Karhumaa      | Finlande           | 81,0         | 104,7       | +1 min 4 s          | 14 min 55 s 5 | 8                   | +1 min 13 s 7 |
| 9                                   | Severin Reiter         | Autriche           | 84,5         | 109,1       | +0 min 46 s         | 15 min 13 s 5 | 9                   | +1 min 13 s 7 |
| 10                                  | Lenard Kersting        | Allemagne          | 80,5         | 102,7       | +1 min 12 s         | 14 min 47 s 7 | 4                   | +1 min 13 s 9 |
| 11                                  | Marco Heinis           | France             | 84,0         | 114,6       | +0 min 24 s         | 15 min 36 s 3 | 13                  | +1 min 14 s 5 |
| 12                                  | Johan Fredriksen Orset | Norvège            | 79,0         | 100,9       | +1 min 19 s         | 14 min 46 s 4 | 3                   | +1 min 19 s 6 |
| 13                                  | Yuto Nishikata         | Japon              | 81,0         | 108,7       | +0 min 48 s         | 15 min 21 s 7 | 11                  | +1 min 23 s 9 |
| 14                                  | Mateusz Jarosz         | Pologne            | 86,0         | 113,0       | +0 min 30 s         | 15 min 57 s 8 | 19                  | +1 min 42 s 0 |
| 15                                  | Markkus Alter (de)     | Estonie            | 82,5         | 109,0       | +0 min 46 s         | 15 min 54 s 1 | 17                  | +1 min 54 s 3 |
| 16                                  | Taiga Onozawa          | Japon              | 85,0         | 108,4       | +0 min 49 s         | 16 min 0 s 4  | 21                  | +2 min 3 s 6  |
| 17                                  | Bartłomiej Klimowski   | Pologne            | 83,5         | 108,7       | +0 min 48 s         | 16 min 9 s 2  | 22                  | +2 min 11 s 4 |
| 18                                  | Iacopo Bortolas (it)   | Italie             | 79,5         | 98,0        | +1 min 30 s         | 15 min 43 s 5 | 15                  | +2 min 27 s 7 |
| 19                                  | Matic Hladnik          | Slovénie           | 76,5         | 96,9        | +1 min 35 s         | 15 min 48 s 6 | 16                  | +2 min 37 s 8 |
| 20                                  | Jan Šimek (no)         | République tchèque | 77,5         | 94,9        | +1 min 43 s         | 15 min 43 s 4 | 14                  | +2 min 40 s 6 |
| 21                                  | Andrii Pylypchuk       | Ukraine            | 79,5         | 95,7        | +1 min 40 s         | 16 min 10 s 3 | 23                  | +3 min 4 s 5  |
| 22                                  | David Muhič            | Slovénie           | 77,5         | 89,4        | +2 min 5 s (w)      | 15 min 55 s 3 | 18                  | +3 min 14 s 5 |
| 23                                  | Markus Kägu            | Estonie            | 81,0         | 101,6       | +1 min 16 s         | 16 min 47 s 1 | 26                  | +3 min 17 s 3 |
| 24                                  | Vladimir Malov         | Russie             | 81,0         | 94,6        | +1 min 44 s         | 16 min 31 s 1 | 25                  | +3 min 29 s 3 |
| 25                                  | Nico Zarucchi          | Suisse             | 70,0         | 77,6        | +2 min 52 s (w)     | 15 min 59 s 8 | 20                  | +4 min 6 s 0  |
| 26                                  | Lukáš Kohlberger       | République tchèque | 69,0         | 72,5        | +3 min 12 s (w)     | 16 min 30 s 1 | 24                  | +4 min 56 s 3 |
| 27                                  | Svyatoslav Nazarenko   | Kazakhstan         | 64,5         | 64,9        | +3 min 43 s (w)     | 18 min 48 s 4 | 27                  | +7 min 45 s 6 |
| -                                   | Valentin Yashchuk      | Ukraine            | Disqualifié  | Disqualifié | Disqualifié         | Disqualifié   | Disqualifié         | -             |
| -                                   | Kirill Averianov       | Russie             | Disqualifié  | Disqualifié | Disqualifié         | Disqualifié   | Disqualifié         | -             |
| -                                   | Carter Brubaker        | États-Unis         | Non partant  | Non partant | Non partant         | Non partant   | Non partant         | -             |

(w) indique que l'athlète est partie dans une « vague » afin de limiter les écarts à l'arrivée.

### Épreuve de combiné par équipes
| Rang                                | Pays | Longueur (m)                | Points                        | Retard au départ | Temps                                                             | Rang du ski de fond | Temps final   |
| ----------------------------------- | --- | --------------------------- | ----------------------------- | ---------------- | ----------------------------------------------------------------- | ------------------- | ------------- |
| Médaille d'or, Jeux olympiques      | Norvège Nora Midtsundstad (no) Iver Olaussen (no) Gyda Westvold Hansen Sebastian Østvold (no) Maria Hartz Melling (no) Nikolai Holmboe (no) | 80,5 87,0 80,0 81,5         | 485,2 115,5 131,5 117,0 121,2 | 0 min 0 s        | 29 min 20 s 5 8 min 22 s 1 6 min 52 s 8 7 min 25 s 7 6 min 39 s 9 | 2                   | 29 min 20 s 5 |
| Médaille d'argent, Jeux olympiques  | Autriche Vanessa Moharitsch (de) David Haagen (de) Johanna Bassani Severin Reiter Witta-Luisa Walcher (no) Erik Engel (no)                  | 77,0 86,0 81,0 79,0         | 476,5 110,8 135,8 114,0 115,9 | +0 min 12 s      | 30 min 27 s 8 8 min 28 s 5 7 min 04 s 5 7 min 53 s 5 7 min 01 s 3 | 5                   | +1 min 19 s 3 |
| Médaille de bronze, Jeux olympiques | Italie Jessica Malsiner (it) Mattia Galiani (pl) Annika Sieff Stefano Radovan Silvia Campione Elia Barp                                     | 75,0 82,0 77,0 77,0         | 453,4 107,3 123,0 107,2 115,9 | +0 min 42 s      | 30 min 09 s 3 8 min 22 s 1 7 min 08 s 5 8 min 09 s 8 6 min 28 s 9 | 4                   | +1 min 30 s 8 |
| 4                                   | France Joséphine Pagnier Valentin Foubert (pl) Emma Tréand (de) Mattéo Baud Julie Pierrel Luc Primet                                        | 75,0 79,0 69,5 83,0         | 447,0 116,3 111,5 92,6 126,6  | +0 min 51 s      | 30 min 08 s 7 9 min 00 s 1 6 min 52 s 4 7 min 27 s 4 6 min 48 s 8 | 3                   | +1 min 39 s 2 |
| 5                                   | Slovénie Lara Logar (pl) Jernej Presečnik (pl) Ema Volavšek (de) Matic Hladnik Klara Mali Anže Gros                                         | 76,0 88,0 62,0 77,0         | 426,0 108,9 131,5 73,4 112,2  | +1 min 19 s      | 30 min 38 s 0 8 min 49 s 0 7 min 13 s 8 7 min 50 s 7 6 min 44 s 5 | 8                   | +2 min 36 s 5 |
| 6                                   | États-Unis Annika Belshaw (pl) Erik Belshaw Tess Arnone (de) Niklas Malacinski (de) Sydney Palmer-Leger Will Koch                           | 72,0 72,0 60,0 79,5         | 385,5 98,0 98,6 69,3 119,6    | +2 min 13 s      | 30 min 32 s 4 8 min 59 s 9 7 min 14 s 7 7 min 37 s 1 6 min 40 s 7 | 7                   | +3 min 24 s 9 |
| 7                                   | Allemagne Anna Jäkle Finn Braun Emilia Görlich Lenard Kersting Lara Dellit Elias Keck (no)                                                  | 69,5 Disqualifié 74,0 79,0  | 313,7 94,3 0,0 101,8 117,6    | +3 min 49 s (w)  | 29 min 09 s 8 8 min 15 s 1 6 min 44 s 8 7 min 36 s 0 6 min 33 s 9 | 1                   | +3 min 38 s 3 |
| 8                                   | Finlande Julia Tervahartiala (fi) Kasperi Valto Annamaija Oinas Perttu Reponen (de) Eevi-Inkeri Tossavainen Alexander Ståhlberg (fi)        | 70,0 71,5 59,5 81,0         | 372,0 94,2 95,1 67,4 115,3    | +2 min 31 s      | 30 min 31 s 2 9 min 03 s 3 7 min 17 s 2 7 min 35 s 5 6 min 35 s 2 | 6                   | +3 min 41 s 7 |
| 9                                   | Russie Anna Shpyneva Danil Sadreev Aleksandra Tikhonovich Vladimir Malov Evgeniya Krupitskaya Iliya Tregubov (no)                           | 82,5 87,5 Disqualifiée 80,0 | 375,8 124,6 130,5 0,0 120,7   | +2 min 26 s      | 31 min 00 s 9 8 min 59 s 1 7 min 33 s 7 7 min 35 s 8 6 min 52 s 3 | 9                   | +4 min 6 s 4  |
| 10                                  | République tchèque Štěpánka Ptáčková (de) Jiří Konvalinka (no) Tereza Koldovská (de) Jan Šimek (no) Eliska Sibravova Mathias Vacek          | 73,0 77,0 63,0 76,0         | 398,3 103,5 112,1 77,1 105,6  | +1 min 56 s      | 32 min 11 s 9 10 min 2 s 4 7 min 13 s 9 8 min 10 s 3 6 min 45 s 3 | 10                  | +4 min 47 s 4 |

(w) indique que l'équipe est partie dans une « vague » afin de limiter les écarts à l'arrivée.

## Tableau des médailles
| Rang  | Nation    | Or | Argent | Bronze | Total |
| ----- | --------- | -- | ------ | ------ | ----- |
| 1     | Autriche  | 2  | 1      | 0      | 3     |
| 2     | Norvège   | 1  | 0      | 1      | 2     |
| 3     | Japon     | 0  | 1      | 0      | 1     |
| 4     | Finlande  | 0  | 1      | 0      | 1     |
| 5     | Allemagne | 0  | 0      | 1      | 1     |
| 5     | Italie    | 0  | 0      | 1      | 1     |
| Total | Total     | 3  | 3      | 3      | 9     |